# Shuangsha
Shuangsha (kinesiska: 双沙镇, 双沙) är en köping i Kina. Den ligger i provinsen Sichuan, i den sydvästra delen av landet, omkring 350 kilometer sydost om provinshuvudstaden Chengdu. Antalet invånare är 38 672. Befolkningen består av 18 515 kvinnor och 20 157 män. Barn under 15 år utgör 25,0 %, vuxna 15-64 år 65 %, och äldre över 65 år 9,0 %.
Genomsnittlig årsnederbörd är 1 152 millimeter. Den regnigaste månaden är juli, med i genomsnitt 200 mm nederbörd, och den torraste är januari, med 23 mm nederbörd.